# Доктор Кто (8-й сезон)
Премьера восьмого сезона британского научно-фантастического телесериала «Доктор Кто» состоялась 23 августа 2014 года на канале BBC One с показа серии «Глубокий вдох», а заключительный эпизод «Смерть на небесах» вышел в эфир 8 ноября 2014 года. О производстве сезона, который возглавил ведущий сценарист и исполнительный продюсер Стивен Моффат совместно с исполнительным продюсером Брайаном Минчином, было объявлено 20 мая 2013 года. Сезон является восьмым по счёту со времени возвращения сериала на экраны в 2005 году и тридцать четвёртым за всю его историю. Также это первый сезон с 2010 года, который не был разделён на две части.
Это первый сезон для Питера Капальди в роли двенадцатого воплощения Доктора — пришельца, путешествующего сквозь время и пространство в ТАРДИС, которая выглядит как британская полицейская будка 60-х годов XX века. Роль его спутницы Клары Освальд исполняет Дженна Коулман. Другой возвращающийся персонаж — Дэнни Пинк, парень Клары, которого сыграл Сэмюэл Андерсон. Сюжетная арка сезона сконцентрирована вокруг загадочной женщины по имени Мисси (Мишель Гомес), которая часто появляется, приветствуя погибающих по ходу повествования персонажей в Земле Обетованной — месте, по всей видимости, служащем в качестве загробной жизни для усопших. Позже выясняется, что Мисси на самом деле заклятый враг Доктора Мастер, затевающий тайный заговор, используя киберлюдей и манипулируя отношениями Доктора и Клары.
Стивен Моффат написал сценарии к четырём сериям и ещё к трём — в соавторстве. Другими сценаристами, работавшими над сезоном, являются Фил Форд, Марк Гэтисс, Стив Томпсон, Гарет Робертс, Питер Харнесс, Джейми Мэтисон и Фрэнк Коттрелл Бойс. Среди режиссёров присутствовали как ранее принимавшие участие в работе над сериалом, так и совершенно новые. Съёмки начались 6 января 2014 года и длились ровно семь месяцев, завершившись 6 августа 2014 года.
Премьерный эпизод посмотрели 9,17 миллионов зрителей в Великобритании, что является наивысшим показателем со времени премьеры первой серии с Одиннадцатым Доктором в 2010 году. Рейтинги оставались стабильными на протяжении всего сезона, имея самый низкий показатель 6,71 миллионов зрителей у серии «Плоскость», и собрав 7,6 миллионов зрителей в финале (что на 150 тысяч больше финала седьмого сезона). Восьмой сезон получил наивысшие рейтинги просмотров в возрождённом сериале среди зрителей США — в среднем аудитория составила 2,04 миллиона, а также имеет самые высокие рейтинги в рамках Live Plus 7 (L+7). Сезон получил высокое признание как от критиков, так и от поклонников, отмечая сценарии и режиссёрскую работу, равно как и актёрскую игру Питера Капальди, Дженны Коулман и Мишель Гомес.

## Список серий
Первая серия сезона «Глубокий вдох» имеет длительность 76 минут, что делает её вторым по продолжительности эпизодом со времени возвращения «Доктора Кто» в 2005 году, уступая спецвыпуску «День Доктора» длительностью 77 минут. Подобно предыдущему сезону восьмой сезон главным образом состоит из одиночных историй; финальные эпизоды стали первой двухсерийной историей со времени показа эпизодов «Мятежная плоть»/«Почти люди» в середине шестого сезона в 2011 году.
| № | #    | Название                                                         | Режиссёр         | Сценарист                     | Зрители (миллионы) | Зрители L+7 (миллионы) | Дата выхода в эфир          | Индекс оценки (из 100) |
| --- | ---- | ---------------------------------------------------------------- | ---------------- | ----------------------------- | ------------------ | ---------------------- | --------------------------- | ---------------------- |
| 242 | 1    | «Глубокий вдох» «Deep Breath»                                    | Бен Уитли        | Стивен Моффат                 | 9,17               | 10,76                  | 23 августа 2014             | 82                     |
| Оказавшись в викторианском Лондоне, Доктор сталкивается с неистовствующим динозавром, разгуливающим вдоль Темзы, а также обнаруживает, что произошёл ряд спонтанных самовозгораний со смертельным исходом. Кто такой новый Доктор и продержится ли его дружба с Кларой, в то время как они пускаются в крайне опасное предприятие в самое сердце инопланетного заговора? Доктор изменился. Пришло время узнать его. |      |                                                                  |                  |                               |                    |                        |                             |                        |
| 243 | 2    | «Внутрь далека» «Inside the Dalek»                               | Бен Уитли        | Фил Форд и Стивен Моффат      | 7,29               | 8,26                   | 30 августа 2014             | 84                     |
| Одинокий корабль повстанцев окружает флот далеков, и только Доктор может им теперь помочь. Столкнувшись со своим главным врагом, Доктор нуждается в помощи Клары. Ему придётся обратиться к собственной совести, представ перед выбором, который может изменить далеков навсегда. Найдёт ли он ответ на вопрос «Я хороший человек?» |      |                                                                  |                  |                               |                    |                        |                             |                        |
| 244 | 3    | «Робот из Шервуда» «Robot of Sherwood»                           | Пол Мёрфи        | Марк Гэтисс                   | 7,28               | 8,25                   | 6 сентября 2014             | 82                     |
| В солнечном Шервудском лесу Доктор надеется раскрыть зловещий план явно инопланетного происхождения и заключает неожиданный союз с Робином Гудом. Пока все в Ноттингеме в опасности, сможет ли Доктор определить, кто реален, а кто — фальшивка? Могут невозможные герои быть настоящими? |      |                                                                  |                  |                               |                    |                        |                             |                        |
| 245 | 4    | «Слушай» «Listen»                                                | Дуглас Маккиннон | Стивен Моффат                 | 7,01               | 7,8                    | 13 сентября 2014            | 82                     |
| Когда призраки прошлого и будущего просачиваются в жизни Доктора и Клары, они вдвоём бросаются навстречу приключению, которое приводит их в самый конец вселенной. Что произойдёт, если Доктор останется один? Что пугает великого путешественника во времени и пространстве? Слушай! |      |                                                                  |                  |                               |                    |                        |                             |                        |
| 246 | 5    | «Ограбление во времени» «Time Heist»                             | Дуглас Маккиннон | Стив Томпсон и Стивен Моффат  | 6,99               | 7,96                   | 20 сентября 2014            | 84                     |
| Доктор становится грабителем банка, поскольку перед ним поставлена задача, от которой он не может отказаться: ограбить самый опасный банк во всём космосе. С помощью чудесного мутанта-оборотня и кибермодифицированного хакера Доктор и Клара должны прорваться через беспощадную охрану и встретиться с грозным Обличителем — существом поразительной силы, способным распознавать чувство вины. |      |                                                                  |                  |                               |                    |                        |                             |                        |
| 247 | 6    | «Смотритель» «The Caretaker»                                     | Пол Мёрфи        | Гарет Робертс и Стивен Моффат | 6,82               | 7,76                   | 27 сентября 2014            | 83                     |
| Всё человечество скоро будет уничтожено ужасным Сковоксом Блицером, но, что ещё хуже, в любой момент произойдёт встреча Дэнни Пинка с Доктором. Когда школе Коал Хилл начинают угрожать наводящие ужас происшествия, Доктор решает работать под прикрытием. |      |                                                                  |                  |                               |                    |                        |                             |                        |
| 248 | 7    | «Убить Луну» «Kill the Moon»                                     | Пол Уилмсхёрст   | Питер Харнесс                 | 6,91               | 7,83                   | 4 октября 2014              | 82                     |
| Доктор и Клара оказываются в ближайшем будущем на космическом челноке, совершающем самоубийственную миссию на Луну. Потерпев крушение на лунной поверхности, они находят добывающую базу, полную трупов и злобных, агрессивно настроенных паукообразных существ, и сталкиваются с ужасной дилеммой. Когда Клара обращается к Доктору за помощью, она остаётся потрясена, как никогда в жизни. |      |                                                                  |                  |                               |                    |                        |                             |                        |
| 249 | 8    | «Мумия в „Восточном экспрессе“» «Mummy on the Orient Express»    | Пол Уилмсхёрст   | Джейми Мэтисон                | 7,11               | 8,09                   | 11 октября 2014             | 85                     |
| Доктор и Клара находятся в самом красивом поезде в истории, мчащемся среди звёзд будущего, однако они не подозревают, что на пассажиров охотится смертоносное создание. Как только ты увидел устрашающую мумию, тебе остаётся жить всего 66 секунд. Никаких исключений, никаких отсрочек. Когда Доктор начинает гонку со временем, Клара видит его с самой беспощадной и жестокой стороны. Выяснит ли он, как победить мумию? Запускайте отсчёт! |      |                                                                  |                  |                               |                    |                        |                             |                        |
| 250 | 9    | «Плоскость» «Flatline»                                           | Дуглас Маккиннон | Джейми Мэтисон                | 6,71               | 7,85                   | 18 октября 2014             | 85                     |
| Оказавшись с Доктором порознь, Клара обнаруживает новую угрозу из другого измерения. Но как спрятаться, если даже стены не являются защитой? Люди ожидают спасения, Доктор в ловушке, а Клара сталкивается с врагом, который существует за пределами человеческого восприятия. |      |                                                                  |                  |                               |                    |                        |                             |                        |
| 251 | 10   | «В лесу ночном» «In the Forest of the Night»                     | Шери Фолксон     | Фрэнк Коттрелл Бойс           | 6,92               | 7,79                   | 25 октября 2014             | 83                     |
| Проснувшись однажды утром, человеческая раса в каждом городе мира столкнулась с самым удивительным и неожиданным вторжением. Повсюду, на каждом клочке земли, за ночь вырос лес и вернул себе господство на планете. Доктору не понадобилось много времени, чтобы понять, что настали последние дни человечества. |      |                                                                  |                  |                               |                    |                        |                             |                        |
| 252 | 1112 | «Тёмная вода» «Смерть на небесах» «Dark Water» «Death in Heaven» | Рэйчел Талалэй   | Стивен Моффат                 | 7,34 7,6           | 8,52 8,81              | 1 ноября 2014 8 ноября 2014 | 85 83                  |
| В таинственном мире Сферы Небытия уже разработаны планы. На горизонте маячит невозможный выбор, и скоро Мисси встретится лицом к лицу с Доктором. «Смерть — это не конец», — обещает зловещая организация, известная как 3W, но, может быть, по ходу расследования Доктора и Клары захочется, чтобы было с точностью до наоборот. Киберлюди выходят на улицы Лондона, и против старых врагов объединяются старые друзья, а Доктор взмывает в новой для себя, поразительной роли. Может ли могущественный ЮНИТ сдержать Мисси? Доктор получает свой величайший вызов, и ещё до победы должны быть принесены жертвы. |      |                                                                  |                  |                               |                    |                        |                             |                        |

## Актёрский состав
В июне 2013 года ведущий актёр сериала с 2010 года Мэтт Смит объявил, что намерен покинуть шоу в рождественском спецвыпуске «Время Доктора». После нескольких недель спекуляций в эфире специальной программы Doctor Who Live: The Next Doctor 4 августа стало известно, что его сменит Питер Капальди, к тому времени наиболее известный по роли Малкольма Такера в комедийном телесериале BBC «Гуща событий». Капальди уже появлялся в «Докторе Кто» во второй серии 4 сезона «Огни Помпеи» как Цецилий, а также сыграл роль Джона Фробишера в 3 сезоне спин-оффа сериала «Торчвуде».
В октябре 2013 года Нив Макинтош объявила о возвращении мадам Вастры, Дженни Флинт и Стракса (также известных как «банда Патерностер») в премьере сезона «Глубокий вдох». 24 февраля 2014 года стало известно о присоединении к актёрскому составу Сэмюэла Андерсона в роли Дэнни Пинка, учителя и коллеги Клары по школе Коал-Хилл.
Помимо этого, первые значительные новости кастинга появились в марте 2014 года, когда было объявлено, что Кили Хоус сыграет в пятой серии персонажа по имени мисс Дельфокс. Впоследствии стало известно, что в съёмках также примут участие Том Райли, Бен Миллер, Гермиона Норрис, Фрэнк Скиннер, Foxes, Кристофер Фэйрбэнк, Санджив Баскар и Крис Эддисон.
В финальных эпизодах сезона «Тёмная вода»/«Смерть на небесах», в которых состоялось возвращение киберлюдей, к своим ролям вернулись Джемма Редгрейв и Ингрид Оливер как Кейт Стюарт и Осгуд соответственно, в последний раз появлявшиеся в спецвыпуске к 50-летию сериала «День Доктора». Мишель Гомес была выбрана на роль Мисси, описанной как «Хранительница врат Сферы Небытия», которая изначально должна была принять участие в финале, однако появилась также в первой, второй, шестой, девятой и десятой сериях, став частью сюжетной арки сезона. В эпизоде «Тёмная вода» выяснилось, что Мисси — это женская регенерация Мастера.

## Производство

### Сценарии и разработка
На комик-коне в Сан-Диего в 2013 году Стивен Моффат заявил, что хотя основное внимание остаётся сосредоточено на юбилейном и рождественском спецвыпусках, работа над сценариями для восьмого сезона уже началась. Моффат поведал журналу Doctor Who Magazine о первоначальной идее провести параллель между Двенадцатым Доктором и первым сезоном Тома Бейкера, в котором с Доктором поначалу непросто иметь дело, но знакомые персонажи помогают облегчить переход. Он также прокомментировал, как Кларе придётся справиться с тем, что Доктор изменился. Моффат сообщил, что, в отличие от ситуации с Колином Бейкером, нас ждёт отсылка к предыдущим появлениям Питера Капальди во вселенной «Доктора Кто»:

Помню, Расселл [Ти Дейвис] говорил мне о своей старой задумке, объясняющей существование двух Питеров Капальди во вселенной сериала: одного в Помпеях и одного в «Торчвуде». Когда я взял Питера на роль, и Расселл сообщил, как он этому рад, я сказал: «Хорошо, в чём заключается твоя теория и получится ли у нас её использовать?» Он ответил: «Получится, сейчас расскажу…»
Оригинальный текст (англ.)I remember Russell [T Davies] told me that he had a big old plan as to why there were two Peter Capaldis in the Who universe: one in Pompeii and one in Torchwood. When I cast Peter and Russell got in touch to say how pleased he was, I said, "Okay, what was your theory and does it still work?" and he said, "Yes it does. Here it is..."

Крис Чибнелл, написавший пять эпизодов для «Доктора Кто» и несколько для «Торчвуда», в апреле 2013 года заявил, что вёл переговоры с Моффатом о работе над восьмым сезоном. Ввиду последующего успеха своего сериала «Бродчерч» Чибнелл дал понять, что хотя он всё ещё хочет писать для «Доктора Кто», его график вряд ли позволит ему поработать над данным сезоном.
Нил Кросс, который написал сценарии к двум сериям седьмого сезона, также выражал желание о работе над сезоном. Кросс подтвердил, что напишет по крайней мере один эпизод в августе 2013 года, в то время как Нил Гейман, написавший по одной серии для шестого и седьмого сезонов, и Фрэнк Коттрелл Бойс заявили, что тоже разрабатывают сценарии. Тем не менее, ни один из них изначально не давал подтверждения, будут ли эти сценарии для восьмого сезона или следующего. 4 июля 2014 года было подтверждено, что Бойс напишет один эпизод.
Среди ранее работавших над сериалом сценаристов вернулся Гарет Робертс, прежде написавший для «Доктора Кто» пять эпизодов. 7 января 2014 года стало известно, что продюсировать сезон будут Питер Беннет (продюсер пятого сезона, также работавший над «Торчвудом» и «Волшебниками против пришельцев» Расселла Ти Дейвиса) и Никки Уилсон (редактор сценариев и продюсер в 2009-10 годах).
25 марта 2014 года Марк Гэтисс объявил, что напишет одну или две серии для сезона. Он добавил, что по его мнению Джейн Остин следует появится в сериале, как это случилось с другими известными писателями: Уильямом Шекспиром, Чарльзом Диккенсом и Агатой Кристи. В апреле 2014 года стало известно, что над восьмым сезоном поработают два новых сценариста: Питер Харнесс и Джейми Мэтисон.

### Съёмки
В сентябре 2012 года Мэтт Смит выразил желание, чтобы режиссёр трилогии «Властелин колец» Питер Джексон снял серию для «Доктора Кто». Тот ответил положительно на это предложение, попросив лишь «назвать время и место». В марте 2013 года режиссёр вновь подтвердил о желании поработать над сериалом, сказав, что с радостью возьмёт себе далека в качестве оплаты. В августе 2013 года Стивен Моффат заявил, что Джексон был абсолютно серьёзен насчёт своего желания поучаствовать в работе над телешоу, а также добавил, что если это случится, съёмки с большой вероятностью будут проведены в Новой Зеландии.
В августе 2013 года Дженна Коулман объявила, что съёмки нового сезона начнутся в январе 2014 года, после первого появления Питера Капальди в рождественском спецвыпуске, содержащем регенерацию Доктора. Позднее в 2013 году стали известны режиссёры первых шести эпизодов сезона: в октябре первые два, работа над которыми началась в декабре того же года, были отданы Бену Уитли, в ноябре и декабре ещё по два эпизода были выделены Полу Мёрфи и Дугласу Маккиннону. Первая читка сценария состоялась 17 декабря 2013 года.
Съёмки начались 6 января 2014 года в Кардиффе, тогда как Питер Капальди и Дженна Коулман снялись в своих первых сценах 7 января. 22 февраля было объявлено, что две серии снимет Пол Уилмсхёрст. 11 мая стало известно, что съёмки эпизода, режиссёром которого выступит Уилмсхёрст, а напишет Питер Харнесс, пройдут на острове Лансароте в составе Канарских островов (Испания), где прежде снимали серию 1984 года «Планета огня», а конкретно в районе вулкана Ворона (Volcán del Cuervo). 14 мая объявили, что американский режиссёр Рэйчел Талалэй снимет два эпизода для сезона. 2 июля на кладбище в городе Лланелли прошли съёмки финальных эпизодов, где ранее снимались заключительные сцены финала первой части седьмого сезона «Ангелы захватывают Манхэттен». 4 июля было объявлено, что ещё одну серию срежиссирует Шери Фолксон. 19 июля возле Собора Святого Павла в Лондоне проводились съёмки сцен с киберлюдьми, где до этого снимали серию 1968 года «Вторжение». Съёмочный процесс сезона завершился 6 августа 2014 года.
Производственные блоки в хронологическом порядке:
| Блок | Эпизод                                       | Режиссёр         | Сценарист                                  | Продюсер     |
| ---- | -------------------------------------------- | ---------------- | ------------------------------------------ | ------------ |
| 1    | «Глубокий вдох» «Внутрь далека»              | Бен Уитли        | Стивен Моффат Фил Форд и Стивен Моффат     | Никки Уилсон |
| 2    | «Слушай» «Ограбление во времени»             | Дуглас Маккиннон | Стивен Моффат Стив Томпсон и Стивен Моффат | Питер Беннет |
| 3    | «Робот из Шервуда» «Смотритель»              | Пол Мёрфи        | Марк Гейтисс Гарет Робертс и Стивен Моффат | Никки Уилсон |
| 4    | «Убить Луну» «Мумия в „Восточном экспрессе“» | Пол Уилмсхёрст   | Питер Харнесс Джейми Мэтисон               | Питер Беннет |
| 5    | «Плоскость»                                  | Дуглас Маккиннон | Джейми Мэтисон                             | Никки Уилсон |
| 6    | «Тёмная вода» «Смерть на небесах»            | Рэйчел Талалэй   | Стивен Моффат                              | Питер Беннет |
| 7    | «В лесу ночном»                              | Шери Фолксон     | Фрэнк Коттрелл Бойс                        | Пол Фрифт    |

### Дизайн
Ввиду смены ведущего актёра изменилась вступительная заставка. Новые титры были созданы на основе видео, выполненного фанатом сериала Билли Хэншоу, иллюстратором и 3D-аниматором из Лидса, который выложил его на Youtube. В итоге фан-видео привлекло внимание Стивена Моффата, и впоследствии за основу для официальной заставки была выбрана работа Хэншоу.
Режиссёру первого съёмочного блока Бену Уитли было разрешено внести значительные изменения в интерьер ТАРДИС. Именно он решил сменить освещение центральной колонны с зелёного на золотой.

## Рекламная кампания
10 июня 2014 года BBC объявили о проведении мирового тура в поддержку сезона с участием Питера Капальди, Дженны Коулман и Стивена Моффата, который прошёл с 7 по 19 августа. В течение 12 дней они посетили семь городов на четырёх континентах: Кардифф, Лондон, Сеул, Сидней, Нью-Йорк, Мехико и Рио-де-Жанейро.
13 июля 2014 года во время перерыва между таймами финала Чемпионата мира по футболу на BBC One вышел первый полноценный трейлер к сезону. Также в преддверии выхода восьмого сезона были выпущены четыре тизера — 23 мая, 27 июня, 4 июля и 24 июля 2014 года. 7 августа на BBC News вышло интервью с Питером Капальди, в котором содержались кадры из второго эпизода. Начиная с 18 августа вышло ещё шесть коротких тизеров, отсчитывающих дни до премьеры сезона.

## Утечка серий
6 июля 2014 года в латиноамериканском отделении BBC Worldwide в Майами произошла утечка сценариев и черновых версий первых пяти серий сезона, куда те были отправлены для перевода. Сценарии немедленно просочились в Сеть, получив широкое освещение в СМИ. В официальном заявлении BBC Worldwide призвали тех, у кого есть доступ к слитому материалу, не разглашать сюжетную линию этих пяти эпизодов.
12 июля чёрно-белый, помеченный водяными знаками сырой монтаж «Глубокого вдоха» был загружен на The Pirate Bay, что также нашло огласку в средствах массовой информации. В эпизоде отсутствовали многие визуальные эффекты, но в целом он был более-менее завершён. Через месяц 12 августа в интернет попал черновой вариант второй серии «Внутрь далека». Ещё через несколько дней оказалась доступной сырая версия «Робота из Шервуда». Позднее состоялась утечка четвёртого и пятого эпизодов «Слушай» и «Ограбление во времени».

## Показ
Первоначально премьера восьмого сезона была запланирована на конец лета 2014 года. Такую вероятность признал Стивен Моффат в июле 2013 года, до объявления о выборе на роль Питера Капальди. Однако в сентябре появилась информация, что дата выхода скорее всего будет перенесена на третий квартал 2014 года, что согласуется с началом производства в январе 2014 года, которое обычно занимает девять месяцев до показа первой серии. Также было предположено, что сезон будет состоять из двенадцати серий вместо тринадцати. В октябре 2013 года Моффат заявил, что в 2014 году выйдут как минимум тринадцать серий.
На заключительном мероприятии в честь 50-летнего юбилея сериала, прошедшем в Британском институте кино в декабре 2013 года, Стивен Моффат подтвердил, что трансляция сезона из тринадцати серий состоится во второй половине 2014 года, и добавил, что сезон не будет разделён на две части и показ пройдёт непрерывно. Моффат также объявил, что такой формат станет стандартом и для будущего сезона. В феврале 2014 года режиссёр первых двух эпизодов Бен Уитли сообщил об их выходе летом 2014 года. В первом тизере, вышедшем 23 мая 2014 года, было показано, что восьмой сезон стартует в августе 2014 года. В следующем тизере, который был выпущен 27 июня, выяснилось, что официальной датой начала трансляции нового сезона станет 23 августа 2014 года.
Мировая премьера первой серии «Глубокий вдох» состоялась 7 августа 2014 года в Кардиффе в рамках мирового тура в поддержку сезона. Следом за дополнительными предварительными показами в других городах эпизод также демонстрировался в кинотеатрах по всему миру 23 августа 2014 года одновременно с трансляцией по телевидению.
«Тёмная вода» и «Смерть на небесах» получили прокат в кинотеатрах в формате 3D 15 и 16 сентября 2015 года.

### Международный показ
Международный показ восьмого сезона стартовал на американском канале BBC America и канадском канале Space 23 августа 2014 года. Показ сезона на австралийском телеканале ABC проходил одновременно с Великобританией.

### Рейтинги
| №  | Название                        | Дата выхода в эфир | Начальный рейтинг  | Начальный рейтинг | Сводный рейтинг    | Сводный рейтинг | Всего зрителей (миллионов) | Индекс оценки | Прим.                |
| №  | Название                        | Дата выхода в эфир | Зрители (миллионы) | Место             | Зрители (миллионы) | Место           | Всего зрителей (миллионов) | Индекс оценки | Прим.                |
| -- | ------------------------------- | ------------------ | ------------------ | ----------------- | ------------------ | --------------- | -------------------------- | ------------- | -------------------- |
| 1  | «Глубокий вдох»                 | 23 августа 2014    | 6,8                | 1                 | 2,37               | 2               | 9,17                       | 82            | [ 4 ] [ 99 ] [ 100 ] |
| 2  | «Внутрь далека»                 | 30 августа 2014    | 5,2                | 2                 | 2,09               | 2               | 7,29                       | 84            | [ 4 ] [ 99 ] [ 101 ] |
| 3  | «Робот из Шервуда»              | 6 сентября 2014    | 5,2                | 2                 | 2,08               | 4               | 7,28                       | 82            | [ 4 ] [ 99 ] [ 102 ] |
| 4  | «Слушай»                        | 13 сентября 2014   | 4,8                | 2                 | 2,21               | 2               | 7,01                       | 82            | [ 4 ] [ 99 ] [ 103 ] |
| 5  | «Ограбление во времени»         | 20 сентября 2014   | 4,93               | 2                 | 2,06               | 5               | 6,99                       | 84            | [ 4 ] [ 99 ] [ 104 ] |
| 6  | «Смотритель»                    | 27 сентября 2014   | 4,89               | 3                 | 1,93               | 7               | 6,82                       | 83            | [ 4 ] [ 99 ] [ 105 ] |
| 7  | «Убить Луну»                    | 4 октября 2014     | 4,81               | 3                 | 2,1                | 8               | 6,91                       | 82            | [ 4 ] [ 99 ] [ 106 ] |
| 8  | «Мумия в „Восточном экспрессе“» | 11 октября 2014    | 5,08               | 3                 | 2,03               | 5               | 7,11                       | 85            | [ 4 ] [ 99 ] [ 107 ] |
| 9  | «Плоскость»                     | 18 октября 2014    | 4,6                | 4                 | 2,11               | 9               | 6,71                       | 85            | [ 4 ] [ 99 ] [ 108 ] |
| 10 | «В лесу ночном»                 | 25 октября 2014    | 5,03               | 3                 | 1,89               | 7               | 6,92                       | 83            | [ 4 ] [ 99 ] [ 109 ] |
| 11 | «Тёмная вода»                   | 1 ноября 2014      | 5,27               | 4                 | 2,07               | 7               | 7,34                       | 85            | [ 4 ] [ 99 ] [ 110 ] |
| 12 | «Смерть на небесах»             | 8 ноября 2014      | 5,45               | 3                 | 2,15               | 6               | 7,6                        | 83            | [ 4 ] [ 99 ] [ 111 ] |

### Издания на DVD и Blu-ray
Эпизод «Глубокий вдох», открывающий сезон, был выпущен отдельным изданием на DVD и Blu-ray 15 сентября (Регион 2), 9 сентября (Регион 1) и 10 сентября 2014 года (Регион 4). Релиз полного восьмого сезона состоялся 24 ноября (Регион 2), 19 ноября (Регион 4) и 9 декабря 2014 года (Регион 1). 3D-издание эпизодов «Тёмная вода» и «Смерть на небесах» получило 3D Blu-ray-релиз 22 сентября 2015 года (Регион 1).
| Доктор Кто: Полный восьмой сезон                                                  |                                                                                   | | | | |
| Информация об издании                                                             | Информация об издании                                                             | Дополнительный контент | Дополнительный контент | Дополнительный контент | Дополнительный контент |
| - 12 эпизодов - Набор из 5 дисков - Формат изображения 16:9 - Английские субтитры | - 12 эпизодов - Набор из 5 дисков - Формат изображения 16:9 - Английские субтитры | - Комментарии к эпизодам «Внутрь далека», «Робот из Шервуда», «Смотритель» и «Убить Луну» - Выпуски «Доктор Кто: Дополнительно» - «„Доктор Кто“: The Ultimate Time Lord» - «„Доктор Кто“: The Ultimate Companion» - «Глубокий вдох» — вопросы и ответы - «„Доктор Кто“: Покорение Земли» - Интервью с членами съёмочной группы - Экскурсия по ТАРДИС - Трейлеры к сезону - Клип Foxes «Don't Stop Me Now» - «Доктор Кто» на The Nerdist (только для Региона 1) | - Комментарии к эпизодам «Внутрь далека», «Робот из Шервуда», «Смотритель» и «Убить Луну» - Выпуски «Доктор Кто: Дополнительно» - «„Доктор Кто“: The Ultimate Time Lord» - «„Доктор Кто“: The Ultimate Companion» - «Глубокий вдох» — вопросы и ответы - «„Доктор Кто“: Покорение Земли» - Интервью с членами съёмочной группы - Экскурсия по ТАРДИС - Трейлеры к сезону - Клип Foxes «Don't Stop Me Now» - «Доктор Кто» на The Nerdist (только для Региона 1) | - Комментарии к эпизодам «Внутрь далека», «Робот из Шервуда», «Смотритель» и «Убить Луну» - Выпуски «Доктор Кто: Дополнительно» - «„Доктор Кто“: The Ultimate Time Lord» - «„Доктор Кто“: The Ultimate Companion» - «Глубокий вдох» — вопросы и ответы - «„Доктор Кто“: Покорение Земли» - Интервью с членами съёмочной группы - Экскурсия по ТАРДИС - Трейлеры к сезону - Клип Foxes «Don't Stop Me Now» - «Доктор Кто» на The Nerdist (только для Региона 1) | - Комментарии к эпизодам «Внутрь далека», «Робот из Шервуда», «Смотритель» и «Убить Луну» - Выпуски «Доктор Кто: Дополнительно» - «„Доктор Кто“: The Ultimate Time Lord» - «„Доктор Кто“: The Ultimate Companion» - «Глубокий вдох» — вопросы и ответы - «„Доктор Кто“: Покорение Земли» - Интервью с членами съёмочной группы - Экскурсия по ТАРДИС - Трейлеры к сезону - Клип Foxes «Don't Stop Me Now» - «Доктор Кто» на The Nerdist (только для Региона 1) |
| Даты выхода на DVD                                                                |                                                                                   | | | | |
| Регион 1                                                                          | Регион 1                                                                          | Регион 2 | Регион 2 | Регион 4 | Регион 4 |
| 9 декабря 2014 года                                                               | 9 декабря 2014 года                                                               | 24 ноября 2014 года | 24 ноября 2014 года | 19 ноября 2014 года | 19 ноября 2014 года |

## Критика и отзывы
Реакция критиков на восьмой сезон оказалась крайне положительной, при этом многие назвали его одним из сильнейших сезонов «Доктора Кто», отметив, что сериал вновь вернулся в отличную форму. На сайте Rotten Tomatoes рейтинг сезона составляет 88 % со средней оценкой 8,17 из 10 на основе 26 рецензий.
Отзывы к отдельным сериям также были преимущественно положительными. Особое одобрение критиков в частности получили «Слушай» и «Тёмная вода», названные одними из лучших эпизодов в сериале и потенциальной классикой. «Глубокий вдох», «Внутрь далека», «Ограбление во времени», «Смотритель», «Мумия в „Восточном экспрессе“», «Плоскость» и «Смерть на небесах» также получили в целом положительную реакцию, хваля сезон за более мрачный тон и заострённое внимание на развитии персонажей. «Убить Луну» имеет смешанные отзывы, одни называют её классикой подобно «Слушай», другие же считают слабым или плохо прописанным эпизодом. По мнению Дэна Мартина из The Guardian в серии «Мумия в „Восточном экспрессе“» присутствует «сексуальное напряжение» между Доктором и Кларой, тогда как ранее руководство сериала заявляло, что флирта в их отношениях не предвидится. Йен Джейн из DVD Talk оценил сезон на 4,5 из 5 и назвал его улучшением по сравнению с эрой Мэтта Смита, хваля актёрскую игру Капальди, которая «вдохнула новую жизнь в сериал», развитие Клары и сценарии, и отметил, что недостатки сезона не умаляют его общего качества.

## Саундтрек
Саундтрек, включающий в себя музыкальное сопровождение ко всем 12 эпизодам сезона, а также к рождественскому спецвыпуску «Последнее Рождество», был написан композитором Мюрреем Голдом и выпущен набором из 3-х компакт-дисков компанией Silva Screen Records 18 мая 2015 года.